# Orestes, Indiana
Orestes är en ort i Madison County, Indiana, USA.